# Teodoro I Láscaris
Teodoro I Comneno Láscaris (en griego: Θεόδωρος Α' Λάσκαρις, romanizado: Theodōros I Laskaris; c. 1175-noviembre de 1221) fue el primer emperador de Nicea, un estado sucesor del Imperio bizantino, desde 1205 hasta su muerte. Aunque su ascendencia paterna no era muy conocida entre la aristocrática bizantina, su madre estaba emparentada con el clan imperial de los Comnenos. Se casó con una hija menor del emperador bizantino Alejo III Ángelo en 1200. Recibió el título de déspota antes de 1203, demostrando su derecho a suceder a su suegro en el trono.
La cuarta cruzada obligó a Alejo III a huir de Constantinopla en 1203. Teodoro fue apresado, pero consiguió escapar. Después de cruzar el Bósforo hacia Asia Menor (en la actual Turquía), comenzó a organizar la resistencia de los griegos locales contra los cruzados (o latinos) en Bitinia en nombre de su suegro. Estableció una alianza con el sultán selyúcida de Rum, pero no pudo detener la expansión de los latinos. Tampoco pudo evitar que un reclamante al trono imperial, Alejo Comneno, estableciera un estado sucesor bizantino, el Imperio de Trebisonda, en el norte de Asia Menor. La posición de Teodoro se consolidó luego de que el zar Kaloján de Bulgaria infligiera una aplastante derrota a los cruzados en la batalla de Adrianópolis (en Tracia) en 1205.
Los griegos que huían del Imperio latino —el estado cruzado que surgió en los territorios centrales bizantinos— se aglomeraron en Asia Menor para vivir bajo el gobierno de Láscaris. Los latinos capturaron a su suegro e hicieron una alianza con Alejo, pero Teodoro derrotó a sus ejércitos. Se aseguró el apoyo de la mayoría de los aristócratas bitinios y se apoderó de los dominios de quienes se resistían. Asumió los títulos tradicionales de los emperadores bizantinos en 1205. Tres años más tarde, Teodoro convocó un concilio eclesiástico para elegir un nuevo patriarca ortodoxo de Constantinopla. El patriarca lo coronó emperador y este estableció su sede en la capital de Teodoro, Nicea. La población ortodoxa del Imperio latino lo consideraba como el principal defensor de su Iglesia, pero los soberanos de Epiro, un reino que se desarrolló en las regiones occidentales del Imperio bizantino, debatieron la legalidad de su coronación.
El suegro de Teodoro no abandonó su reclamo al trono. Después de ser liberado de prisión, Alejo III persuadió a los selyúcidas para que invadieran Nicea, pero Láscaris los derrotó en 1211. El emperador latino Enrique de Flandes capturó importantes fortalezas en el oeste de Asia Menor en 1212, pero no disponía de suficiente soldados y no pudo colocar guarniciones en estas. Enrique reconoció implícitamente la existencia del Imperio de Nicea en su tratado de paz con Teodoro. Láscaris conquistó la Paflagonia occidental en la costa del Mar Negro, en los dominios de Alejo, alrededor de 1220. También intentó persuadir a los latinos de Constantinopla para que reconocieran su gobierno, pero estos negaron. Teodoro estableció un estado poderoso, ubicado en las cercanías de Constantinopla, que permitió a sus sucesores expulsar a los latinos de la ciudad y revivir el Imperio bizantino en 1261. 

## Primeros años

### Parentesco
Teodoro Comneno Láscaris nació en una familia bizantina noble pero no particularmente famosa alrededor de 1175. Se desconocen los nombres de sus padres. Si Teodoro seguía la costumbre bizantina de dar el nombre de su padre a su hijo primogénito, su progenitor se llamaría Nicolás. La madre de Teodoro pertenecía a una rama no identificada de la familia imperial de los Comnenos y adoptó con orgullo su apellido. Tuvo no menos de seis hermanos: Constantino, Jorge, Alejo, Isaac, Manuel y Miguel. Como Manuel y Miguel llevaban el apellido Tzamantouros en lugar de Comneno, estos debieron haber nacido de una madre diferente. Teodoro también estaba relacionado con la familia aristocrática de los Focas, muy probablemente a través del matrimonio de una de sus tías.
Los Láscaris tenían propiedades en el oeste de Asia Menor. Tanto Teodoro como su hermano, Constantino, tenían un sello que representaba a San Jorge y que llevaba la inscripción Diasorita. El sello expresaba su conexión con el monasterio de San Jorge Diasorita, ubicado en Pirgio en el valle del río Caístro.

### Carrera temprana
El historiador contemporáneo Nicetas Coniata presentó a Teodoro como un «joven audaz y guerrero feroz» en su crónica. El historiador bizantino Jorge Acropolita mencionó que Láscaris era «de cuerpo pequeño, pero no demasiado, algo oscuro, y tenía una barba que se bifurcaba al final». Teodoro saltó a la fama a través de sus lazos familiares con los Comnenos. Su primer sello existente menciona sus títulos de sebasto y protovestiarios. El primero era un título cortesano, originalmente reservado para los familiares de los emperadores bizantinos, pero el emperador Alejo III Ángelo comenzó a venderlo a los ricos comerciantes. Como protovestiarios, Teodoro era el comandante de una unidad cadete de los guardias del palacio imperial.
El emperador Alejo III, que no había engendrado hijos, quería resolver el problema de la sucesión casando a sus dos hijas mayores. A finales de 1200, dio a su hija primogénita, Irene, en matrimonio con Alejo Paleólogo, y a su hermana menor, Ana, con Teodoro. Paleólogo ascendió al rango de déspota, demostrando su derecho a suceder a su suegro en el trono. Cuando murió antes de 1203, Teodoro recibió el mismo título.

### Caída de Constantinopla

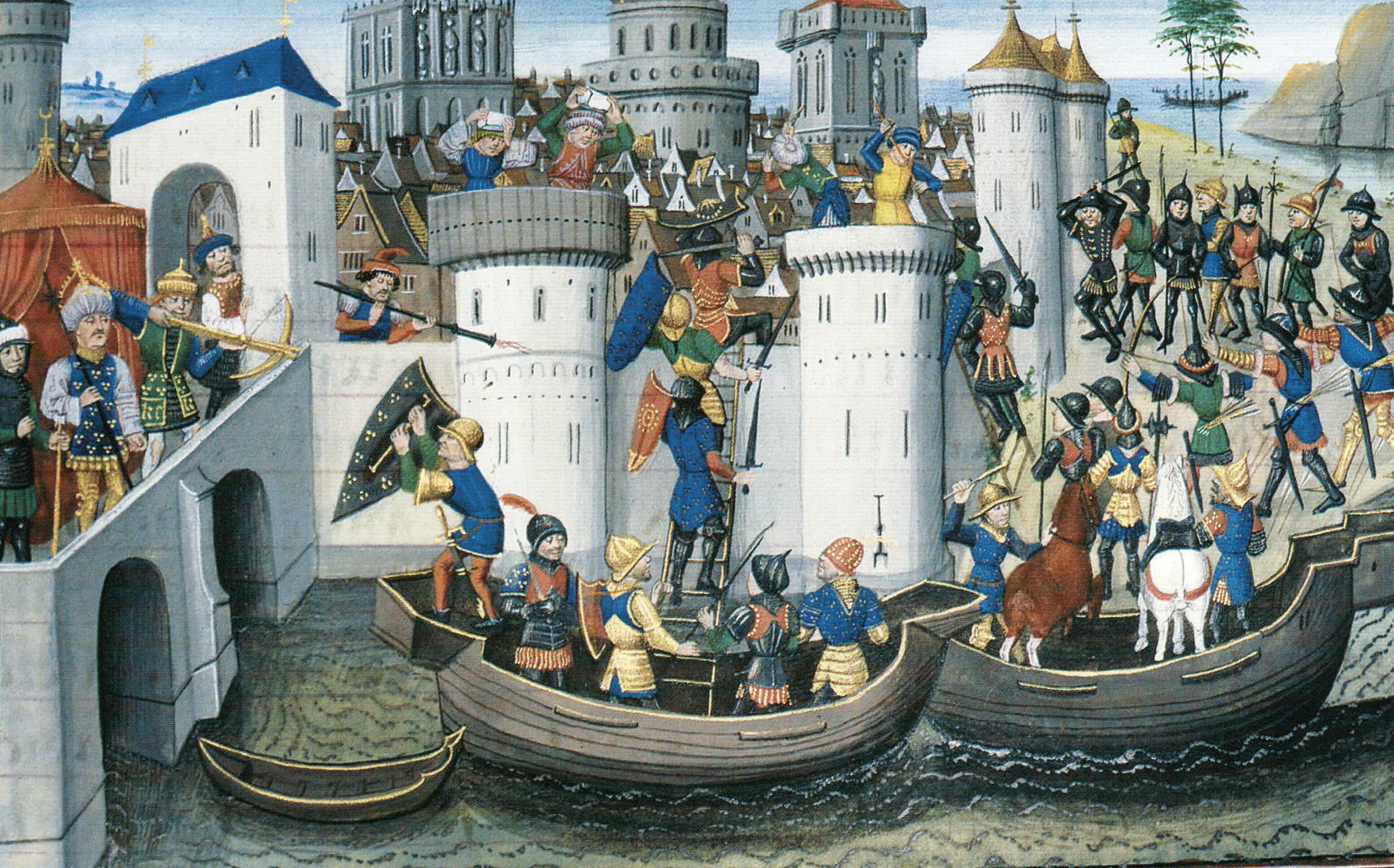
Los cruzados asediando Constantinopla en 1204.

Para apoderarse del trono imperial, Alejo III cegó y encarceló a su hermano mayor, Isaac II Ángelo. El hijo de Isaac, Alejo, huyó de Constantinopla hacia Alemania para buscar la ayuda de sus parientes católicos. Concluyó un acuerdo con los jefes de la cuarta cruzada, prometiendo una gran suma, 800.000 hiperpirones, por su apoyo. Los cruzados llegaron a Constantinopla y capturaron Pera en la costa opuesta del Cuerno de Oro el 6 de julio de 1203. Teodoro realizó incursiones contra los invasores, pero estos sitiaron la capital bizantina. Los muros de Constantinopla eran vulnerables, y Alejo III huyó aterrorizado a Tracia durante la noche del 17 al 18 de julio. Vació las arcas imperiales y se llevó consigo la insignia imperial.
Isaac II fue liberado y su hijo fue coronado como su coemperador como Alejo IV. Teodoro fue encarcelado después de la huida de su suegro, pero escapó en septiembre de 1203. Los detalles de su fuga son desconocidos, pero Coniates declaró que dejó Constantinopla «armado solamente con sabiduría práctica y un espíritu valiente». Durante un tiempo, se escondió en una iglesia dedicada a san Miguel. El propio Teodoro afirmaría que Dios «le sacó milagrosamente» de la prisión y le guio a través del Bósforo hacia Asia Menor. Su esposa e hijas lo acompañaron. Llegaron a Nicea, pero los burgueses de la ciudad únicamente admitieron a su familia, porque temían  la venganza de Alejo IV. Teodoro, como más tarde recordaría, se trasladó «de una región a otra», evitando las trampas que sus enemigos (no identificados) le pusieron.
Alejo IV no pudo pagar a los cruzados. Estos se negaron a abandonar Constantinopla y asaltaron y saquearon las aldeas tracias cercanas. Los bizantinos culparon a Alejo IV por los actos de los cruzados. El ejército se rebeló y proclamó emperador al general Alejo Murzuflo Ducas el 28 de enero de 1204. Isaac II ya había muerto, y el nuevo emperador ordenó asesinar a Alejo IV, dando a los cruzados una excusa para volver a sitiar Constantinopla. Cuando rompieron las paredes el 12 de  abril, Alejo V huyó. Un grupo de burgueses ofreció la corona imperial al hermano de Teodoro, Constantino, pero este la rechazó. Los cruzados capturaron Constantinopla y la saquearon por completo.
Aunque la capital bizantina cayó en manos de los cruzados, ni Alejo III Ángelo ni Alejo V Ducas abandonaron su reclamo al trono. Pronto apareció un tercer demandante en la escena: un nieto del emperador Andrónico I Comneno, Alejo, se apoderó de Trebisonda en la costa del Mar Negro en Asia Menor y asumió el título de emperador. Los cruzados (o latinos) eligieron a uno de sus caudillos, Balduino de Flandes, emperador en mayo de 1204.

### Resistencia

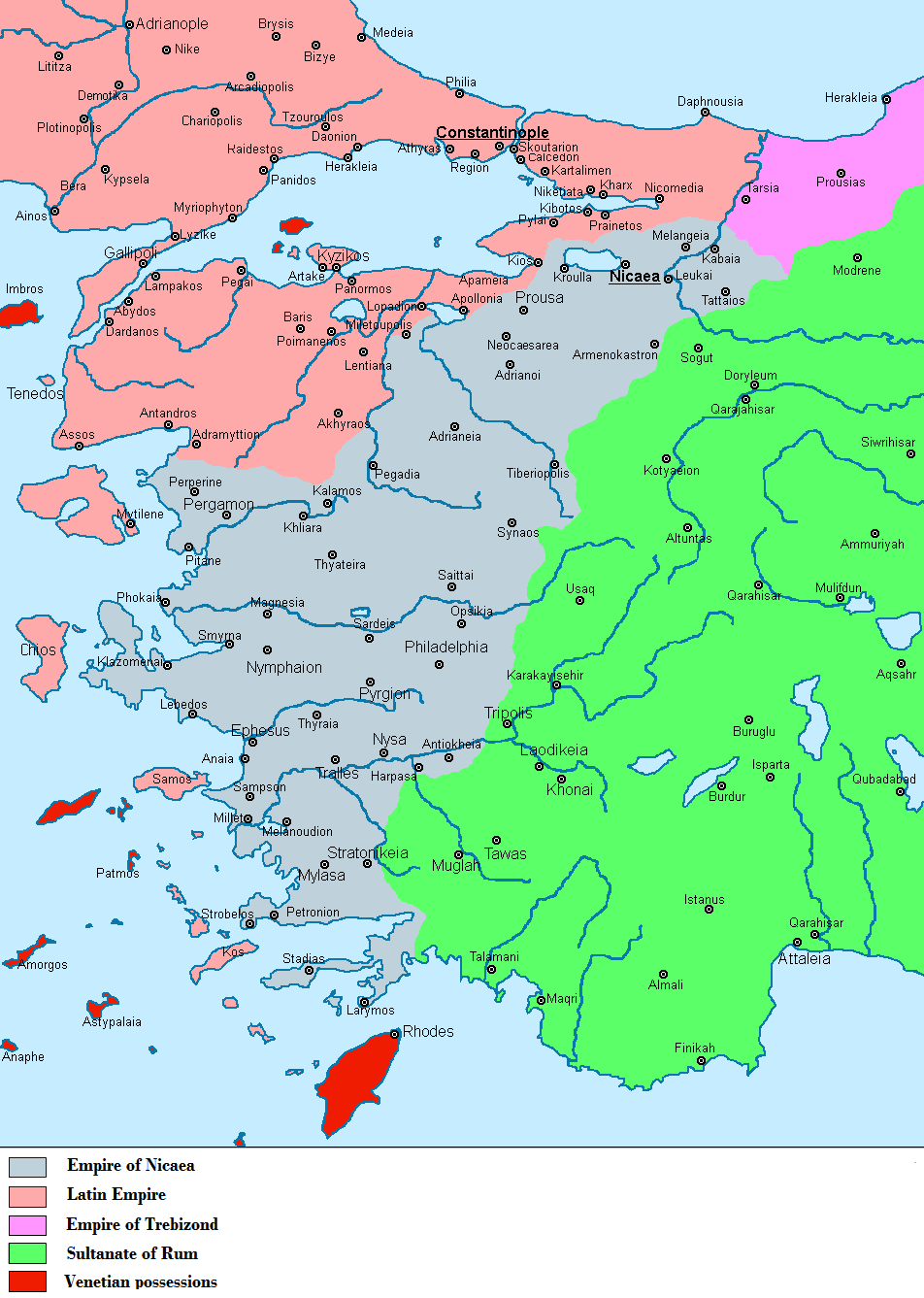
Reino de Teodoro en 1205.

Cuando llegó Teodoro, Asia Menor había sido un centro de levantamientos contra el gobierno imperial durante décadas. Un magnate rebelde, Teodoro Mangafas, sostuvo Filadelfia; otro aristócrata, Sabas Asidenos, gobernaba en Sampson; y Nicéforo Contostefano controlaba las tierras en el curso superior del río Meandro. Teodoro apareció como el representante de su suegro y aseguró la lealtad de las ciudades de Bitinia en  nombre de Alejo III hasta el final de 1204. Los griegos locales le reconocieron como el estrategos (o líder militar) de Bitinia. Estableció su asiento en Prusa, pero hizo frecuentes viajes para asistir a asambleas y cenas, alentando la resistencia de los griegos locales contra los latinos. También tomó el control de los ingresos del estado y pudo ofrecer dinero al sultán selyúcida de Rum, Rukn al-Din Solimán II, a cambio de su ayuda contra los latinos. Solimán II murió y su hijo menor de edad, Izz al-Din Kilij Arslan III, le sucedió en junio de 1204.
Los cruzados establecieron una comisión para distribuir los territorios bizantinos entre ellos en septiembre. En Asia Menor, el «Ducado de Nicea» fue otorgado al conde Luis I de Blois, y el «Ducado de Filadelfia» a Esteban de Perche, aunque los latinos no habían conquistado estas tierras. Los venecianos tomaron el puerto de Lámpsaco en el lado asiático de Helesponto y un caballero francés, Pedro de Bracieux, capturó la cercana Pegai. El hermano del emperador Alejo I y coemperador de Trebisonda, David Comneno, lanzó una campaña militar en Paflagonia y ocupó las ciudades a lo largo de la costa del Mar Negro. Su conquista facilitó la invasión de Bracieux de Bitinia. Derrotó a Teodoro en Poimaneno el 6 de diciembre. Después de su victoria, Bracieux se apoderó de los fuertes bitinios.
Los latinos capturaron y ejecutaron públicamente a Alejo V en Constantinopla. También detuvieron a Alejo IV en Tesalia, lo que le obligó a ceder las insignias imperiales a ellos a principios de 1205. Un nieto del emperador Manuel I Comneno, Manuel Maurozomes y el yerno de Maurozomes, el sultán depuesto de Rum, Kaikosru I, vino a Nicea. Teodoro los detuvo, pero pronto llegó a un acuerdo con ellos. Prestó dinero a Kaikosru para recuperar su trono a cambio de su promesa de apoyo militar. Kaikosru y Maurozomes se apresuraron a Konya, la capital de Rum. Que destronó al menor de edad Kiliy Arslan en favor de Kaikosru en marzo de 1205.
Los latinos habían capturado Tracia, Tesalia y el norte de Grecia a fines de 1204. El primo del emperador Alejo III, Miguel Ducas, quien organizó la resistencia de los griegos en Epiro, se vio obligado a jurar lealtad al papa Inocencio III para asegurar su protección. El emperador Balduino envió a su hermano, Enrique, a conquistar Asia Menor a principios de 1205. Enrique derrotó a Teodoro Mangafas y al hermano de Teodoro Láscaris, Constantino, en la batalla de Adramitio el 19 de  marzo de 1205. Los latinos no pudieron seguir su victoria, porque el zar Kaloján provocó una rebelión en Tracia e invadió la provincia. La invasión de Kaloján obligó al emperador Balduino a retirar a sus caballeros de Anatolia. Kaloján infligió una aplastante derrota al ejército latino en la batalla de Adrianópolis el 14 de abril de 1205. Luis de Blois y Esteban de Perche perecieron en el campo de batalla. Balduino fue capturado y murió en cautiverio en Bulgaria.
Teodoro surgió como el principal beneficiario de la victoria de Kaloján y lo aprovechó al máximo. La derrota de los latinos reveló la fragilidad de su gobierno y aseguró la posición de Teodoro. Expulsó las guarniciones latinas de la mayoría de las fortalezas de Anatolia y transfirió su capital de Bursa a Nicea. Los griegos se apiñaban en su reino desde los territorios europeos bajo el dominio de los latinos. Mangafas cedió Filadelfia a Teodoro, y las tierras de Asidenos también fueron absorbidas por el reino de Teodoro. Los aristócratas locales apoyaron a Teodoro contra los magnates rebeldes, y les otorgó títulos de la corte. Teodoro extrajo un juramento de fidelidad del hermano de Miguel de Epiro, Teodoro Comneno Ducas, que se había establecido en Asia Menor, antes de permitirle partir a Epiro.

## Reinado

### Coronación

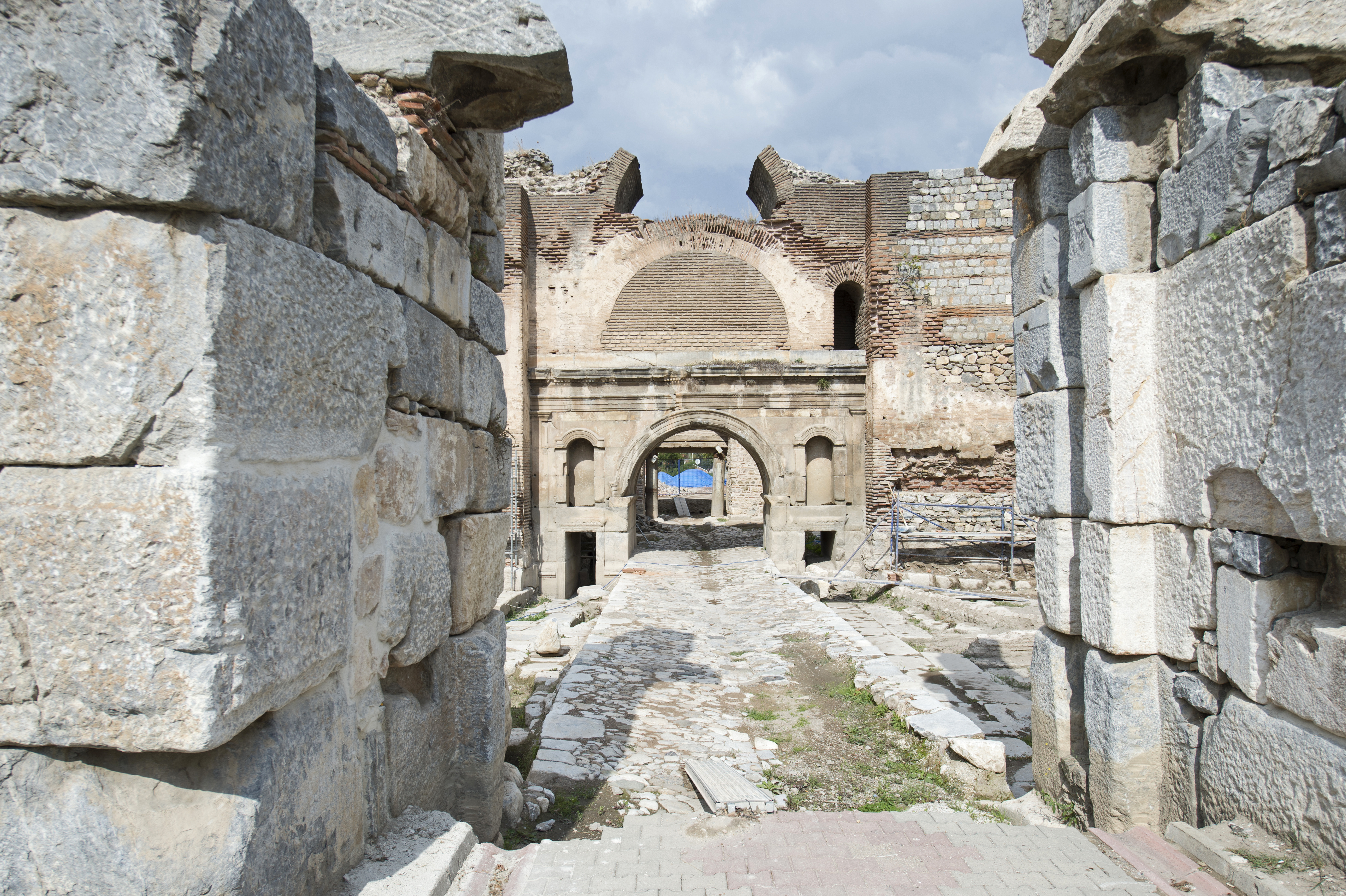
Ruinas de los muros de Nicea.

David Comneno envió un ejército a Bitinia, pero Teodoro derrotó a los invasores y sus aliados latinos en Nicomedia. El Sultán Kaikosru envió tropas selyúcidas a su suegro, Maurozomes, para invadir el valle del río Meandro en la primavera de 1205, pero pronto fueron derrotados. Teodoro hizo las paces con Maurozomes, permitiéndole gobernar dos fortalezas, Colosas y Laodicea, como teniente del sultán. Teodoro asumió el título de emperador a principios de 1205, ya sea después de su victoria en Nicomedia o después de su tratado de paz con Maurozomes. Su nuevo título fue un desafío abierto a la legitimidad del emperador latino; por lo tanto, los latinos lo consideraban un usurpador, gobernando ilegalmente los territorios de su imperio. Muchos griegos también se negaron a reconocer el reclamo de Teodoro porque solo la coronación del Patriarca Ecuménico de Constantinopla podía legalizar a un emperador. Teodoro se acercó al patriarca Juan Kamateros, que vivía en el exilio en Tracia, ofreciéndole trasladarlo a Nicea, pero el anciano prelado se negó.
Los aristócratas bizantinos, que habían perdido sus propiedades de Tracia, Tesalia o el Peloponeso, llegaron a Nicea y Teodoro les dio asilo. Solo podía financiar una administración estatal simplificada, pero invitó a exfuncionarios bizantinos de alto rango a Nicea. El tío de su esposa, el ciego Basilio Ducas Kamateros, un ex logoteta postal (o ministro de asuntos exteriores), lo ayudó a establecer el nuevo sistema administrativo. Asimismo, contrató a un pirata calabrés, Juan Steiriones, para comandar su flota en el Mar de Mármara.  Teodoro tenía gran confianza en sus hermanos. Los convirtió en comandantes militares y los recompensó con títulos cortesanos.
El patriarca Juan Kamateros murió en junio de 1206. El clero ortodoxo de Constantinopla le pidió al papa Inocencio III que los autorizara a elegir un nuevo patriarca, pero las autoridades latinas se opusieron a su plan. El nuevo emperador latino de Constantinopla, Enrique de Flandes, hizo una alianza con David Comneno contra Teodoro. Teodoro decidió capturar Heraclea Póntica de David, pero los latinos atacaron a su ejército desde la retaguardia cuando marchaba hacia la ciudad. Tuvo que abandonar la campaña militar para perseguir a las tropas latinas. Los latinos invadieron Asia Menor y capturaron Nicomedia y Cícico durante el invierno de 1206-1207. Teodoro se alió con Kaloján, quien lanzó una incursión en Tracia, obligando al emperador Enrique a retirar sus tropas de Asia Menor. Después de que Teodoro y sus hermanos pusieron sitio a Nicomedia, Enrique acordó firmar una tregua de dos años, autorizando a Teodoro a destruir dos fortificaciones en Nicomedia y Cícico.
Las negociaciones de los clérigos ortodoxos con la Santa Sede sobre el nombramiento de un patriarca ortodoxo no tuvieron éxito. Teodoro dirigió una carta al papa Inocencio III, solicitando que autorizara a los clérigos ortodoxos a elegir al nuevo patriarca. También trató de persuadir al papa para que lo reconociera como el jefe supremo de la comunidad ortodoxa, pero el papa ignoró ambas solicitudes. Cuando los latinos rompieron la tregua a principios de 1208, Teodoro nuevamente se acercó al papa y le pidió que mediara una paz, proponiendo el Mar de Mármara como la frontera permanente entre el Imperio latino y su reino.
Los clérigos ortodoxos instaron a Teodoro a celebrar elecciones para decidir un nuevo Patriarca ecuménico. Por ello convocó a un concilio eclesiástico en Nicea en la Semana Santa de 1208. Los prelados reunidos eligieron a un clérigo de alto rango, Miguel Autoriano, patriarca el 20 de marzo de 1208. Autoriano estaba relacionado con el asesor principal de Teodoro, Kamateros. Como su primer acto, el nuevo patriarca coronó y ungió a Teodoro «emperador y autócrata de los romanos» el domingo de Pascua. La coronación de Teodoro por el nuevo Patriarca Ecuménico sancionó su pretensión de ser el legítimo sucesor de los monarcas bizantinos. Sin embargo, su legitimidad podría ser cuestionada, porque solo un emperador legal podría nombrar a un patriarca legítimo y solo un patriarca legítimo podría coronar a un emperador legítimo. Los opositores de Teodoro argumentaron que el concilio que eligió a Miguel Autoriano era solo una asamblea de obispos elegidos al azar, no un sínodo adecuadamente convocado. En respuesta, sus partidarios enfatizaron que la situación excepcional después de la caída de Constantinopla requirió una interpretación flexible de las leyes.

### Guerras

El Imperio latino y los estados sucesores bizantinos—Nicea, Trebisonda y Epiro (las fronteras son inciertas).

Cuatro reinos se desarrollaron a partir de las ruinas del Imperio bizantino en 1209. Alejo y David Comneno consolidaron su Imperio de Trebisonda en el norte de Asia Menor; Enrique de Flandes integró Tracia y casi toda Grecia en el Imperio latino; Miguel I Ducas aseguró su gobierno en Epiro; y Teodoro I Láscaris se levantó como el gobernante sin igual del oeste de Asia Menor. Sin embargo, el equilibrio de poder permaneció inestable, porque los cuatro monarcas eran rivales, siempre dispuestos a formar alianzas contra sus vecinos. El emperador Enrique concluyó una alianza con el sultán Kaikosru I contra Teodoro, mientras que Teodoro se alió con el sucesor de Kaloján, Boril. El vasallo de Enrique, Miguel I Ducas, pagó el rescate del suegro de Teodoro, Alejo III en 1209 o 1210. Alejo III evitó pasar por Nicea y fue a Konya, buscando asilo en la corte de Kaikosru I, su hijo adoptivo.
Tanto Boril de Bulgaria como Miguel I Ducas querían expulsar a los latinos de Tesalónica, lo que llevó al emperador Enrique a visitar la ciudad regularmente. Aprovechando la ausencia de Enrique, Teodoro envió su flota para atacar Constantinopla en la primavera de 1211. Boril invadió Tracia, pero no pudo evitar que Enrique regresara a su capital. Kaikosru I y Alejo III invadieron Nicea, obligando a las tropas de Teodoro a abandonar el asedio y regresar rápidamente a Asia Menor. Los dos ejércitos se encontraron en Antioquía del Meandro a fines de la primavera o alrededor del 17 de junio. Las tropas selyúcidas estuvieron cerca de ganar la batalla, pero Teodoro buscó a Kaikosru y lo mató en combate individual. Alejo III fue capturado durante la batalla, y Teodoro encarceló a su suegro. Se concluyó un tratado de paz con el hijo y sucesor de Kaikosru, Kaikaus I.
Teodoro envió cartas a los griegos bajo el gobierno de los latinos para informarles de su triunfo e instarlos a levantarse contra los «perros latinos». Sin embargo, obtuvo una victoria pírrica, porque sus mejores tropas —sus mercenarios latinos— perecieron en el campo de batalla. El emperador Enrique condujo a su ejército a través del Bósforo y derrotó a las tropas de Teodoro en el río Ríndaco el 15 de  octubre de 1211. Tras esto, Enrique capturó Ninfeo y Pérgamo. En una carta circular enviada a los monarcas europeos a principios de 1212, se jactó de haber subyugado a los griegos hasta la frontera de los selyúcidas para salvar las guarniciones de algunas fortalezas. Enrique tuvo que terminar su campaña militar, porque no tenía suficientes tropas para acuartelar las fortalezas capturadas. Los dos emperadores hicieron las paces entre 1212 y 1214. La paz confirmó la posesión de los latinos de la región de Tróade. Los latinos también se apoderaron de algunas fortalezas bitinias estratégicamente importantes, tomando el control de las carreteras entre los territorios del norte y del sur del reino de Teodoro. Teodoro adoptó un programa intensivo de construcción. Se construyeron nuevas fortalezas y se eliminaron los muros de las antiguas fortalezas. También instó a los funcionarios locales a colonizar los alrededores de las nuevas fortalezas, otorgándoles tierras de cultivo a los colonos.
Teodoro se recuperó rápidamente de su derrota. Aprovechando un conflicto entre el Imperio latino y Serbia, Teodoro y Kaikaus I invadieron el Imperio de Trebisonda simultáneamente en 1214. Teodoro obligó a David Comneno a abandonar Heraclea Póntica en el Mar Negro. No está claro si conquistó la Paflagonia oriental durante esta campaña, o solo años después. Su conquista de la región puso una estrecha franja de tierra a lo largo de la costa del Mar Negro bajo control niceno. Después de esto, los emperadores trapisondeses no pudieron intervenir en la lucha por Constantinopla.

### Consolidación

El Imperio de Nicea hacia 1214.

Los clérigos latinos querían obligar a la población ortodoxa de Constantinopla a adoptar la liturgia católica y pagar el diezmo, pero se resistieron. El papa Inocencio III envió al cardenal Pelagio como su legado a Constantinopla en 1213 para disciplinar a la población ortodoxa por su resistencia. Pelagio cerró iglesias ortodoxas y ordenó el encarcelamiento de los monjes resistentes, pero los griegos no se rindieron y muchos de ellos huyeron a Nicea. Los aristócratas griegos se acercaron al emperador Enrique y le pidieron que detuviera la persecución a la ortodoxia o que les permitiera mudarse a Nicea. Enrique capituló y ordenó la reapertura de las iglesias ortodoxas en Constantinopla. Pelagio entró en negociaciones con Teodoro sobre la unión de la Iglesia en Heraclea Póntica, pero sus discusiones no fueron concluyentes.
Miguel I Comneno Ducas fue asesinado a fines de 1214 o en 1215. Teodoro Comneno Ducas, quien lo sucedió, cuestionó el reclamo de supremacía de Teodoro Láscaris, ignorando su juramento de fidelidad anterior. En concierto con Demetrio Comateno, el ambicioso arzobispo de Ohrid, Ducas negó el derecho del patriarca que reside en Nicea a nombrar obispos para las sedes episcopales en Epiro. La política expansionista de Ducas obligó al emperador Enrique a lanzar una campaña militar contra él, pero Enrique murió inesperadamente antes de llegar a Epiro. Los barones latinos eligieron a su cuñado, Pedro II de Courtenay, como su sucesor, pero fue capturado y asesinado en Epiro durante su viaje hacia Constantinopla en 1217. Una vacante duradera siguió a su muerte, con su viuda, Yolanda de Flandes, gobernando el Imperio latino como regente. Ella dio a su hija, María de Courtenay, en matrimonio con Teodoro, quien acordó prolongar su tratado de paz con el Imperio latino.
Yolanda de Flandes murió antes de octubre de 1219. Inmediatamente Teodoro envió emisarios a Constantinopla para anunciar su pretensión de sucederla, pero los barones latinos lo ignoraron. Entonces propuso nuevas negociaciones sobre la unión de la Iglesia en 1219, aprovechando la vacante del patriarcado latino. Planeaba convocar a los patriarcas ortodoxos de Constantinopla, Antioquía, Jerusalén y Alejandría a un sínodo en Nicea, pero el clero ortodoxo frustró la idea. Jacopo Tiepolo, el podestà (o jefe) de la comunidad veneciana en Constantinopla, convenció a Teodoro de explicar los privilegios de los comerciantes venecianos en una crisobula en agosto de 1219. El decreto otorgó a los venecianos el derecho de comerciar libremente en el Imperio de Nicea y los eximió de impuestos. El diploma también prohíbe que cada parte copie o falsifique monedas emitidas por la otra. Teodoro intentó imponer su reclamo a Constantinopla por la fuerza en 1220, pero los latinos repelieron su ataque. El nuevo emperador latino, Roberto de Courtenay, llegó a Constantinopla en marzo de 1221. La paz entre los dos imperios pronto se restableció.
Teodoro murió en noviembre de 1221. Un conflicto dinástico siguió porque sus dos hermanos, Alejo e Isaac, y su yerno, Juan Ducas Vatatzés, reclamaron el trono. El conflicto terminó con la victoria de Vatatzés; Los hermanos de Teodoro fueron forzados al exilio. Teodoro fue enterrado junto a su suegro y su primera esposa en el monasterio de san Jacinto en Nicea.

## Legado
Asia Menor occidental se convirtió en un «imperio en el exilio» durante el reinado de Teodoro. Teodoro, como concluye Treadgold, «construyó un estado sucesor [bizantino] funcional... de casi nada». Revivió el patriarcado ecuménico y otras instituciones bizantinas fundamentales. También tomó prestado de los latinos y los selyúcidas, los cargos de conostaulo (o condestable) y tzausio (o comandante militar), documentados por primera vez durante su reinado. Introdujo su propia moneda, emitiendo monedas de electro y vellón, pero no restauró el sistema de monedas bizantinas de oro y cobre. Impuso impuestos regulares a partir de 1216 a más tardar. Siguiendo los patrones bizantinos, recompensó a los aristócratas con derechos de recaudación de impuestos. Los latinos y los venecianos hicieron tratados con él, reconociendo así que su reino estaba destinado a una existencia duradera.
La defensa de la fe ortodoxa era la ideología central del reino de Teodoro. Nicetas Coniates compiló su Tesoro de Ortodoxia —un tratado contra la herejía— en la corte nicena. Describió la caída de Constantinopla como un castigo por los pecados de los bizantinos y comparó su exilio en Asia Menor con el cautiverio de los israelitas en Babilonia. Teodoro se dio cuenta de que no podía recuperar Constantinopla de los latinos, pero ubicada cerca de la antigua capital bizantina, Nicea estaba en una posición ideal para su reconquista.
El historiador Dimiter Angelov enfatiza que el éxito político de Teodoro «se debió, en gran parte, a su enfoque optimista y pragmático». Tenía una corte itinerante, viajaba de un lugar a otro y discutía cuestiones políticas con los nobles locales. No tenía miedo de mandar a sus ejércitos en persona. Contrató mercenarios latinos, ofreciéndoles salarios más altos que los gobernantes del Imperio latino.

## Matrimonio y descendencia
La primera esposa de Teodoro, Ana Comnena Angelina, fue la segunda hija del emperador Alejo III. Su primer esposo, el sebastocrátor Isaac Comneno Vatatzés, era bisnieto del emperador Juan II Comneno. Murió sin hijos en 1196. Teodoro y Ana tuvieron tres hijas y dos hijos.
- Irene, fue dada por primera vez en matrimonio con el general Andrónico Paleólogo, quien murió sin engendrar hijos en 1212.[92] Irene se casó con Constantino Ducas Paleólogo en 1216, pero también murió sin hijos.[92] El tercer esposo de Irene, Juan Ducas Vatatzés, sucedió a Teodoro en el trono.[92]
- María, se convirtió en la esposa del rey Bela IV de Hungría.[93][82]
- Eudoxia, cuya mano fue ofrecida al emperador latino Roberto I a principios de 1221, pero la oposición del patriarca ortodoxo impidió el matrimonio.[92][71]
- Nicolás, fue declarado coemperador de su padre en 1208, pero no fue mencionado después de 1210.[44][67]
- Juan, también murió en la infancia antes de 1213.[67]

La emperatriz Ana murió antes de 1213 y Teodoro inició negociaciones sobre un nuevo matrimonio con una hija del rey León I de Armenia. León envió a su sobrina, Felipa, a Nicea, y Teodoro se casó con ella en la Navidad de 1214. El historiador Michael Angold propone que el papa Inocencio III promovió una alianza matrimonial entre Teodoro y León para asegurar el apoyo de Teodoro en su conflicto con el emperador Enrique durante la guerra de sucesión en el Principado de Antioquía. Teodoro repudió a Felipa por una razón desconocida y desheredo a su hijo. Según Angold, Teodoro fue informado solamente después del matrimonio de que su esposa no era hija de León. Su hijo debe haber nacido en 1214, porque aún no tenía ocho años cuando Teodoro murió. La tercera esposa de Teodoro, María de Courtenay, era la hija de Yolanda de Flandes y Pedro II de Courtenay. Teodoro se casó con María con la esperanza de intervenir en la administración del Imperio latino a fines de 1218 o principios de 1219.

### Lectura adicional
- Kazhdan, Alexander, ed. (1991). The Oxford Dictionary of Byzantium (en inglés). Oxford y Nueva York: Oxford University Press. ISBN 0-19-504652-8.
- Macrides, Ruth (2007). George Akropolites: The History - Introduction, translation and commentary (en inglés). Oxford University Press. ISBN 978-0-19-921067-1.
- Magoulias, Harry J., ed. (1984). O City of Byzantium: Annals of Niketas Choniates (en inglés). Detroit: Wayne State University Press. ISBN 0-8143-1764-2.

| Teodoro I Láscaris Dinastía LáscarisNacido: c. 1175 Fallecido: noviembre de 1221 |                                                               |                                      |
| Título                                                                           |                                                               |                                      |
| Precedido por Alejo V Ducas                                                      | Emperador de Nicea Reclamante a emperador bizantino 1205-1221 | Sucedido por Juan III Ducas Vatatzés |

- Datos: Q37086
- Multimedia: Theodoros I Laskaris / Q37086